# Arequipa (provincie)

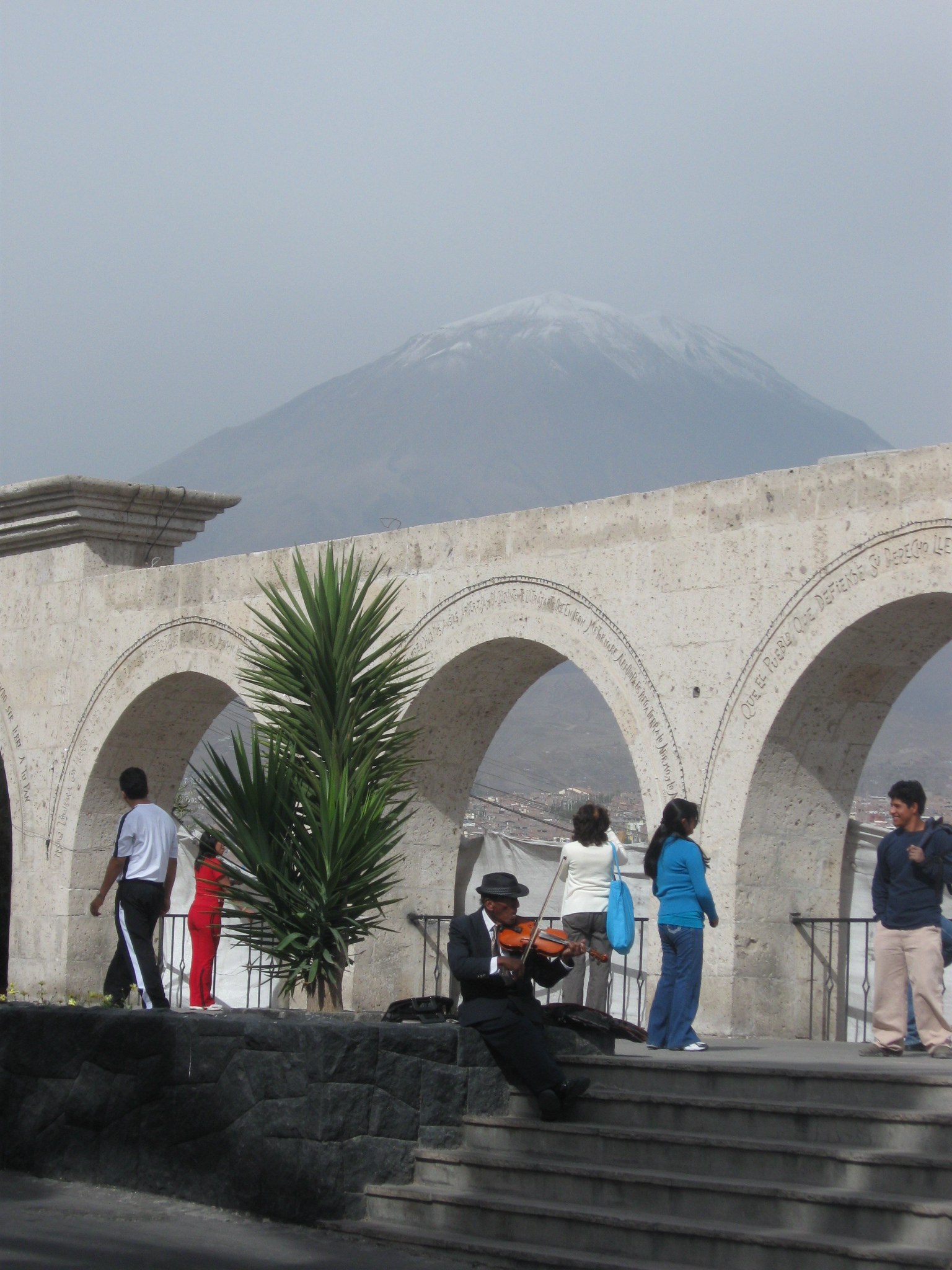
Yanahuara,

Arequipa is een Peruaanse provincie. Samen met zeven andere provincies vormt Arequipa de regio Arequipa. De provincie heeft een oppervlakte van 9.682 km² en heeft 969.284 inwoners (2015). De hoofdplaats van de provincie is het district Arequipa; veertien van de negenentwintig districten vormen samen de stad (ciudad) Arequipa.
De provincie grenst in het noorden aan de provincie Caylloma, in het oosten aan de regio Moquegua, in het zuiden aan de provincie Islay en in het westen aan de provincies Camaná en Castilla.

## Bestuurlijke indeling
De provincie Arequipa is opgedeeld in 29 districten, UBIGEO tussen haakjes:
- (040102) Alto Selva Alegre,[3] deel van de stad (ciudad) Arequipa
- (040101) Arequipa,[4] hoofdplaats van de provincie en deel van de stad (ciudad) Arequipa
- (040103) Cayma,[5] deel van de stad (ciudad) Arequipa
- (040104) Cerro Colorado,[6] deel van de stad (ciudad) Arequipa
- (040105) Characato[7]
- (040106) Chiguata[8]
- (040107) Jacobo Hunter, deel van de stad (ciudad) Arequipa
- (040129) José Luis Bustamante y Rivero, deel van de stad (ciudad) Arequipa
- (040108) La Joya
- (040109) Mariano Melgar, deel van de stad (ciudad) Arequipa
- (040110) Miraflores, deel van de stad (ciudad) Arequipa
- (040111) Mollebaya
- (040112) Paucarpata, deel van de stad (ciudad) Arequipa
- (040113) Pocsi
- (040114) Polobaya
- (040115) Quequeña
- (040116) Sabandía, deel van de stad (ciudad) Arequipa
- (040117) Sachaca,[9] deel van de stad (ciudad) Arequipa
- (040118) San Juan de Siguas[10]
- (040119) San Juan de Tarucani
- (040120) Santa Isabel de Siguas
- (040121) Santa Rita de Siguas[11]
- (040122) Socobaya, deel van de stad (ciudad) Arequipa
- (040123) Tiabaya,[12] deel van de stad (ciudad) Arequipa
- (040124) Uchumayo[13]
- (040125) Vitor
- (040126) Yanahuara,[14] deel van de stad (ciudad) Arequipa
- (040127) Yarabamba
- (040128) Yura[15]

Arequipa · Camaná · Caravelí · Castilla · Caylloma · Condesuyos · Islay · La Unión